# PHP-FPM
Pour les articles homonymes, voir FPM.
PHP-FPM (de l'anglais FastCGI Process Manager, littéralement "gestionnaire de processus FastCGI") est une interface SAPI permettant la communication entre un serveur Web et PHP, basée sur le protocole FastCGI.
PHP-FPM fut initialement écrit par Andrei Nigmatulin en 2004. Il constitue ainsi une alternative au serveur PHP avec des options pour les sites subissant de fortes charges. Contrairement au serveur PHP, il est fourni avec son propre daemon.
Il est livré avec PHP, depuis la version 5.3.3.